# Jason Isaacs
Jason Isaacs (Liverpool, 1963. június 6.) angol színész.
Legismertebb szerepei a halálfaló Lucius Malfoy a Harry Potter-filmekben, William Tavington ezredes A hazafi című filmben, valamint a bűnöző Michael Caffee a Vértestvérek című amerikai televíziós sorozatban. A televíziós- és mozifilmek mellett számos színdarabban is szerepelt.

## Élete
1963. június 8-án született Liverpoolban, zsidó szülők gyermekeként. Apja ékszerész volt. Liverpool Childwall nevű külvárosában töltötte gyermekkorát. Elmondása szerint a zsidó vallás nagy szerepet játszott a gyerekkorában. 11 éves korában családjával együtt Londonba költözött, és az Elstree-i The Haberdashers' Aske's Boys' Schoolban tanult. Mark Kermode filmkritikus osztálytársa volt. Gyerekkorában gyakran bántalmazták; elmondása szerint ez "készítette fel" őt arra, hogy színészként gonosztevőket játsszon.
Testvérei nyomdokaiba lépett, és a Bristoli Egyetemen tanult jogot 1982-től 1985-ig. Azonban egyre inkább a színészet érdekelte. Több, mint 30 darabban szerepelt, és minden nyáron fellépett az Edinburgh Festival Fringe-en. Diploma után a londoni Central School of Speech and Drama iskolában folytatta tanulmányait.

## Magánélete
1987-ben kezdett együtt élni Emma Hewitt filmessel él. 2001-ben házasodtak össze. Két lányuk van: Lily (2002) és Ruby (2005).
Elmondta, hogy "amikor egy adott film premierjére utazik a londoni metrón, senki nem veszi észre, de amikor kiér a vörös szőnyegre, mindenki elkezd ordítani".

## Filmográfia

### Film
| Év   | Magyar cím                             | Eredeti cím                                            | Szerep                                                      | Magyar hang          |
| ---- | -------------------------------------- | ------------------------------------------------------ | ----------------------------------------------------------- | -------------------- |
| 1989 | A nagy balek                           | The Tall Guy                                           | doktor                                                      |                      |
| 1994 | Fosztogatók négy keréken               | Shopping                                               | piaci kereskedő                                             |                      |
| 1994 |                                        | Solitaire for 2                                        | Harry                                                       |                      |
| 1996 | Sárkányszív                            | Dragonheart                                            | Lord Felton                                                 | Fazekas István       |
| 1996 |                                        | Guardians                                              | Jim Reed                                                    |                      |
| 1997 | Halálhajó                              | Event Horizon                                          | D.J.                                                        | Jakab Csaba          |
| 1998 | Armageddon                             | Armageddon                                             | Ronald Quincy                                               | Juhász György        |
| 1998 | Elválni Jacktől                        | Divorcing Jack                                         | Cow Pat Keegan                                              |                      |
| 1998 | A katona                               | Soldier                                                | Mekum ezredes                                               | Rosta Sándor         |
| 1999 | Egy kapcsolat vége                     | The End of the Affair                                  | Richard Smythe atya                                         | Lux Ádám             |
| 2000 | A hazafi                               | The Patriot                                            | William Tavington ezredes                                   | Epres Attila         |
| 2001 | Édes november                          | Sweet November                                         | Chaz Watley                                                 | Szervét Tibor        |
| 2001 | Az utolsó perc                         | The Last Minute                                        | Dave "Percy" Sledge                                         |                      |
| 2001 | Szálló                                 | Hotel                                                  | ausztrál színész                                            |                      |
| 2001 | A Sólyom végveszélyben                 | Black Hawk Down                                        | Michael D. Steele kapitány                                  | Haás Vander Péter    |
| 2002 | A Kaptár                               | Resident Evil                                          | William Birkin / narrátor (stáblistán nem szerepel)         | Vass Gábor           |
| 2002 | A fegyverek szava                      | Windtalkers                                            | Mellitz őrnagy                                              | Szabó Sipos Barnabás |
| 2002 | Passionada – A szerelem játéka         | Passionada                                             | Charles Beck                                                |                      |
| 2002 |                                        | High Times' Potluck                                    | Arneau                                                      |                      |
| 2002 | A Szmokinger                           | The Tuxedo                                             | Clark Devlin                                                | Kautzky Armand       |
| 2002 | Harry Potter és a Titkok Kamrája       | Harry Potter and the Chamber of Secrets                | Lucius Malfoy / Baziliszkusz (hangja)                       | Szakácsi Sándor      |
| 2003 | Pán Péter                              | Peter Pan                                              | George Darling / Hook kapitány                              | Szakácsi Sándor      |
| 2004 | Bátrak harca – Az új Franciaország     | Nouvelle-France                                        | James Wolfe tábornok                                        | Varga Tamás          |
| 2005 | Elektra                                | Elektra                                                | DeMarco (stáblistán nem szerepel)                           | Bolla Róbert         |
| 2005 |                                        | Nine Lives                                             | Damian                                                      |                      |
| 2005 | Elrabolva                              | The Chumscrubber                                       | Mr Parker                                                   |                      |
| 2005 |                                        | Tennis, Anyone...?                                     | Johnny Green                                                |                      |
| 2005 | Harry Potter és a Tűz Serlege          | Harry Potter and the Goblet of Fire                    | Lucius Malfoy                                               | Szakácsi Sándor      |
| 2006 | Jóbarátnők                             | Friends with Money                                     | David                                                       | Kőszegi Ákos         |
| 2007 | Grindhouse – Halálbiztos               | Grindhouse                                             | szakállas férfi (stáblistán nem szerepel)                   |                      |
| 2007 | Harry Potter és a Főnix Rendje         | Harry Potter and the Order of the Phoenix              | Lucius Malfoy                                               | Haás Vander Péter    |
| 2008 | Az El Escorial-összeesküvés            | The Escorial Conspiracy                                | Antonio Pérez                                               | Széles László        |
| 2008 | Good: A bűn útjai                      | Good                                                   | Maurice Israel Glückstein                                   | Kárpáti Levente      |
| 2009 | Harry Potter és a Félvér Herceg        | Harry Potter and the Half-Blood Prince                 | Lucius Malfoy (stáblistán nem szerepel)                     | Haás Vander Péter    |
| 2010 | Csontvázak                             | Skeletons                                              | ezredes                                                     |                      |
| 2010 | Zöld Zóna                              | Green Zone                                             | Briggs őrnagy                                               | Epres Attila         |
| 2010 | Batman a Piros Sisak ellen             | Batman: Under the Red Hood                             | Ra's al Ghul (hangja)                                       | Fekete Zoltán        |
| 2010 | Harry Potter és a Halál ereklyéi 1.    | Harry Potter and the Deathly Hallows – Part 1          | Lucius Malfoy                                               | Haás Vander Péter    |
| 2011 | Zöld Lámpás: Smaragd lovagok           | Green Lantern: Emerald Knights                         | Sinestro (hangja)                                           | Galambos Péter       |
| 2011 | Verdák 2.                              | Cars 2                                                 | Siddeley (Turbi) (hangja)                                   |                      |
| 2011 | Harry Potter és a Halál ereklyéi 2.    | Harry Potter and the Deathly Hallows – Part 2          | Lucius Malfoy                                               | Haás Vander Péter    |
| 2011 | Elhurcolva                             | Abduction                                              | Kevin Harper                                                | Haás Vander Péter    |
| 2011 |                                        | The Great Ghost Rescue                                 | narrátor (hangja)                                           |                      |
| 2013 |                                        | Sweetwater                                             | Prophet Josiah                                              |                      |
| 2013 | Egyetlen lövés                         | A Single Shot                                          | Waylon                                                      | Epres Attila         |
| 2014 |                                        | After the Fall                                         | Frank McTiernan                                             |                      |
| 2014 |                                        | Dawn                                                   | Dawson                                                      |                      |
| 2014 | Rio, szeretlek!                        | Rio, I Love You                                        | O Gringo                                                    |                      |
| 2014 | Harag                                  | Fury                                                   | Waggoner kapitány                                           | Epres Attila         |
| 2015 | Stockholm, Pennsylvania                | Stockholm, Pennsylvania                                | Benjamin McKay                                              |                      |
| 2015 | Parancs nélkül                         | Field of Lost Shoes                                    | John C. Breckinridge                                        |                      |
| 2015 | Az Igazság Ligája: Istenek és szörnyek | Justice League: Gods and Monsters                      | Lex Luthor / Metron (hangja)                                | Tarján Péter         |
| 2016 | Beépülve: Az Escobar ügy               | The Infiltrator                                        | Mark Jackowski                                              | Kárpáti Levente      |
| 2016 | Az egészség ellenszere                 | A Cure for Wellness                                    | Heinreich Volmer / Baron von Reichmerl                      | Rátóti Zoltán        |
| 2016 | Vörös kutya: A kezdetek                | Red Dog: True Blue                                     | Michael Carter                                              | Kőszegi Ákos         |
| 2017 | Szörnyen boldog család                 | Monster Family                                         | Drakula gróf (hangja)                                       | Epres Attila         |
| 2017 | Sztálin halála                         | The Death of Stalin                                    | Georgij Zsukov                                              | Rátóti Zoltán        |
| 2018 | Hotel Mumbai                           | Hotel Mumbai                                           | Vasili                                                      | Epres Attila         |
| 2018 | Londoni pálya                          | London Fields                                          | Mark Asprey                                                 |                      |
| 2018 |                                        | Look Away                                              | Dan                                                         |                      |
| 2019 |                                        | Koko: A Red Dog Story                                  | narrátor (hangja)                                           |                      |
| 2019 |                                        | Skyfire                                                | Jack Harris                                                 |                      |
| 2020 | Superman: Vörös Nap                    | Superman: Red Son                                      | Superman (hangja)                                           |                      |
| 2020 | Scooby!                                | Scoob!                                                 | Gézengúz Guszti (hangja)                                    | Csankó Zoltán        |
| 2020 | Megszállás: Zápor projekt              | Occupation: Rainfall                                   | Steve (hangja)                                              | Schneider Zoltán     |
| 2021 |                                        | Dr. Bird's Advice for Sad Poets                        | Carl                                                        |                      |
| 2021 |                                        | Mass                                                   | Jay Perry                                                   |                      |
| 2021 |                                        | Scooby-Doo! The Sword and the Scoob                    | Artúr Király / Thundarr / Winston Pilkingstonshire (hangja) |                      |
| 2021 | Creation Records – A történet          | Creation Stories                                       | Ralph                                                       |                      |
| 2021 | Szörnyen boldog család 2.              | Monster Family 2                                       | Drakula gróf (hangja)                                       | Epres Attila         |
| 2021 |                                        | Streamline                                             | Rob Bush                                                    |                      |
| 2022 | Ügynökjátszma                          | Agent Game                                             | Bill                                                        |                      |
| 2022 | A Vagdalthús hadművelet                | Operation Mincemeat                                    | John Godfrey                                                | Jakab Csaba          |
| 2022 | Mrs. Harris Párizsba megy              | Mrs. Harris Goes to Paris                              | Archie                                                      | Rátóti Zoltán        |
| 2022 |                                        | Mind-set                                               | Nick Reynolds                                               |                      |
| TBA  |                                        | Spinning Gold                                          | Al Bogart                                                   |                      |
| TBA  |                                        | Everything I Ever Wanted to Tell My Daughter About Men | Indigo                                                      |                      |
| TBA  |                                        | Occupation: Rainfall Chapter 2                         | Steve (hangja)                                              |                      |

### Televízió
| Év        | Magyar cím                                         | Eredeti cím                                       | Szerep                               | Megjegyzések                                  |
| --------- | -------------------------------------------------- | ------------------------------------------------- | ------------------------------------ | --------------------------------------------- |
| 1988      |                                                    | This Is David Lander                              | francia orvos                        | 1 epizód                                      |
| 1989      |                                                    | A Quiet Conspiracy                                | Jean-Marc Sammarty                   | minisorozat (2 epizód)                        |
| 1989–1990 | Pénzforgatók                                       | Capital City                                      | Chas Ewell                           | 23 epizód                                     |
| 1990      |                                                    | TECX                                              | Edward Latham                        | 1 epizód                                      |
| 1991      |                                                    | Ashenden                                          | Andrew Lehman                        | minisorozat (3 epizód)                        |
| 1991      |                                                    | Eye Contact                                       | Michael                              | tévéfilm                                      |
| 1992      |                                                    | The Bill                                          | Dr. McManus                          | 1 epizód                                      |
| 1992      | Taggart felügyelő                                  | Taggart                                           | Barr                                 | 1 epizód                                      |
| 1992      | Morse felügyelő                                    | Inspector Morse                                   | Desmond Collier                      | 1 epizód                                      |
| 1992      |                                                    | Civvies                                           | Frank Dillon                         | 6 epizód                                      |
| 1993      | Hegylakó                                           | Highlander: The Series                            | Zachary Blaine halhatatlan           | - 1 epizód - magyar hangja: - Szervét Tibor   |
| 1993–1995 |                                                    | The Heroic Legend of Arslan                       | Lajendra (angol hangja)              | minisorozat (4 epizód)                        |
| 1995      |                                                    | Boon                                              | Mike Puckett                         | 1 epizód                                      |
| 1995      |                                                    | A Relative Stranger                               | Peter Fairman                        | tévéfilm                                      |
| 1995      |                                                    | Dangerous Lady                                    | Michael Ryan                         | minisorozat (4 epizód)                        |
| 1995      |                                                    | Loved Up                                          | Dez 2                                | tévéfilm                                      |
| 1996      |                                                    | Guardians                                         | Jim Reid                             | tévéfilm                                      |
| 1996      |                                                    | Screen Two                                        | A gyilkos                            | 1 epizód                                      |
| 1997      | Megbundázott mérkőzések                            | The Fix                                           | Tony Kay                             | tévéfilm                                      |
| 1998      |                                                    | The Last Don II                                   | Luca Tonarini atya                   | 2 epizód                                      |
| 1998      | A szerelem mindenek előtt                          | St. Ives                                          | Alain de Keroual de Saint-Yves       | tévéfilm                                      |
| 2000      |                                                    | 2000 Blockbuster Entertainment Awards             | önmaga                               | különkiadás                                   |
| 2004      | Az elnök emberei                                   | The West Wing                                     | Colin Ayres                          | 3 epizód                                      |
| 2005      | Avatár – Aang legendája                            | Avatar: The Last Airbender                        | Zhao parancsnok/admirális (hangja)   | 8 epizód                                      |
| 2006      |                                                    | Scars                                             | Chris                                | tévéfilm                                      |
| 2006      | Hatalmi játszmák                                   | The State Within                                  | Sir Mark Brydon                      | minisorozat (6 epizód)                        |
| 2006–2008 | Vértestvérek                                       | Brotherhood                                       | Michael Caffee                       | - 29 epizód - magyar hangja: - Dolmány Attila |
| 2008      |                                                    | The Curse of Steptoe                              | Harry H. Corbett                     | tévéfilm                                      |
| 2008      | Törtetők                                           | Entourage                                         | Fredrick Line                        | 1 epizód                                      |
| 2011–2013 | Jackson Brodie esetei                              | Case Histories                                    | Jackson Brodie                       | 9 epizód                                      |
| 2012      |                                                    | Awake                                             | Michael Britten                      | főszereplő (13 epizód) producer               |
| 2012      |                                                    | Kendra                                            | Jeffrey                              | 2 epizód                                      |
| 2013      | Korra legendája                                    | The Legend of Korra                               | Zhao parancsnok (hangja)             | 1 parancsnok                                  |
| 2014      |                                                    | Rosemary's Baby                                   | Roman Castavet                       | minisorozat (2 epizód)                        |
| 2014–2018 | Star Wars: Lázadók                                 | Star Wars Rebels                                  | Inkvizítor / Sentinel (hangja)       | 11 epizód                                     |
| 2015      | Az ősi prófécia                                    | Dig                                               | Peter Connelly                       | minisorozat (10 epizód)                       |
| 2016–2019 | Angyal?                                            | The OA                                            | Hunter Aloysius "Hap" Percy / önmaga | 14 epizód                                     |
| 2017      |                                                    | Star Trek Continues                               | Esper (hangja)                       | 1 epizód                                      |
| 2017–2018 | Star Trek: Discovery                               | Star Trek: Discovery                              | Gabriel Lorca százados               | 11 epizód                                     |
| 2017–2018 |                                                    | After Trek                                        | önmaga                               | 3 epizód                                      |
| 2018–2019 | Robotcsirke                                        | Robot Chicken                                     | Slender Man / egyéb szereplők hangja | 2 epizód                                      |
| 2019      | A Sötét Kristály – Az ellenállás kora              | The Dark Crystal: Age of Resistance               | Uralkodó (hangja)                    | - 10 epizód - magyar hangja: - Németh Gábor   |
| 2020      | Castlevania – Démonkastély                         | Castlevania                                       | A bíró (hangja)                      | 8 epizód                                      |
| 2020      |                                                    | Line of Duty: Sport Relief Special                | DC Taylor                            | rövidfilm                                     |
| 2021      | Szexoktatás                                        | Sex Education                                     | Peter Groff                          | 3 epizód                                      |
| 2021–2023 | Nagy Katalin – A kezdetek                          | The Great                                         | Nagy Péter cár                       | 3 epizód                                      |
| 2022      | Harry Potter 20. évforduló – Visszatérés Roxfortba | Harry Potter 20th Anniversary: Return to Hogwarts | önmaga                               | HBO Max különkiadás                           |
| 2022      | A jóságos szamaritánus                             | Good Sam                                          | Rob "Griff" Griffith                 | - 13 epizód - rendező (1 epizód)              |
| 2022      | A Fiúk ördögi oldala                               | The Boys Presents: Diabolical                     | Billy Butcher (hangja)               | minisorozat (1 epizód)                        |
| 2022      | A kilences szám alatt                              | Inside No. 9                                      | Clifford                             | 1 epizód                                      |
| 2022      | Amerikai fater                                     | American Dad!                                     | Jumpers (hangja)                     | 2 epizód                                      |
| 2023      | A zsúfolt szoba                                    | The Crowded Room                                  | Jack Lamb                            | minisorozat (4 epizód)                        |
| 2023      |                                                    | Archie                                            | Cary Grant                           | főszereplő (4 epizód)                         |
| 2024      | Star Wars: Birodalmi históriák                     | Star Wars: Tales                                  | Inkvizítor (hangja)                  | minisorozat (1 epizód)                        |
| 2024      | Mi lenne, ha…?                                     | What If...?                                       | Eminenciás (hangja)                  | 4 epizód                                      |
| 2025      | A Fehér Lótusz                                     | The White Lotus                                   | Timothy Ratliff                      | főszereplő (3. évad)                          |